# Phil Dunster
Philip James Dunster (Northampton, 31 de março de 1992) é um ator inglês. Ele é conhecido pelos seus papéis na série Strike Back (2017–2018), na série ficção científicaHumans (2018), na comédia dramática da ITV, The Trouble with Maggie Cole (2020), e Ted Lasso (2020–2023) da TV+, e no suspense da Amazon Prime, The Devil's Hour (2022). Dunster foi indicado ao Primetime Emmy Award de Melhor Ator Coadjuvante em Série de Comédia em 2023 pelo seu papel em Ted Lasso.

## Vida pessoal
Philip James Dunster  nasceu em Northampton, Inglaterra.
Ele frequentou a Leighton Park School em Reading. Quando criança jogou rúgbi, mas percebeu aos quinze anos que era muito pequeno depois de uma tentativa frustrada no London Irish. Ele também considerou seguir os passos do pai e do irmão e ingressar no exército.
Ele continuou a fazer aulas na Bristol Old Vic Theatre School, graduando-se como Bacharel em Artes em Atuação em 2014.

## Carreira
Em 2015, Dunster interpretou Claudio na produção de Much Ado About Nothing do Reading Theatre e fez sua estreia na televisão na sitcom Catastrophe do Channel 4. Ele também interpretou Dickie Baker no filme de baixo orçamento The Rise of the Krays, um papel que ele reprisaria na sequência do ano seguinte, The Fall of the Krays.
Dunster estrelou como Arthur em Pink Mist no Bristol Old Vic e Bush Theatre em Londres, pelo qual recebeu uma indicação ao prêmio Laurence Olivier em 2016. No mesmo ano, ele participou da peça The Entertainer no Garrick Theatre e em dois episódios do drama policial Stan Lee's Lucky Man da Sky One .
De 2017 a 2018, Dunster esteve no elenco principal de Strike Back como o cabo Will Jensen em sua sexta temporada, também conhecida como Strike Back: Retribution, também na Sky One.[carece de fontes?]Ele teve papéis recorrentes no drama da Sky Atlantic Save Me como BJ McGory, e na terceira temporada da série de ficção científica Humans do Channel 4 como Tristan.[carece de fontes?] Ele também apareceu nos filmes Megan Leavey, Murder on the Orient Express e All is True.[carece de fontes?] Em 2019, ele apareceu na minissérie da Sky Atlantic Catherine the Great, bem como nos filmes Judy e The Good Liar. 
Em 2020, Dunster começou a interpretar o papel de Jamie Tartt série de na comédia dramática Ted Lasso, da Apple TV+ que lhe rendeu uma indicação ao Primetime Emmy Award de Melhor Ator Coadjuvante em Série de Comédia em 2023.
Em 2020, ele interpretou Jamie Cole na comédia dramática da ITV The Trouble with Maggie Cole, e apareceu no drama de três partes da BBC One, Drácula. Ele interpretou Mike Stevens no suspense The Devil's Hour, da Amazon Prime de 2022. 

## Filmografia

### Filme
| Ano  | Título                       | Papel                  | Notas        |
| ---- | ---------------------------- | ---------------------- | ------------ |
| 2013 | The Film-Maker's Son         | Big Robbie             |              |
| 2015 | The Rise of the Krays        | Dickie Baker           |              |
| 2015 | Shadows                      | Jogger                 | Curta        |
| 2016 | The Fall of the Krays        | Dickie Baker           |              |
| 2017 | Megan Leavey                 | Coletta                |              |
| 2017 | Murder on the Orient Express | Colonel John Armstrong |              |
| 2018 | All Is True                  | Henry, the Student     |              |
| 2019 | Judy                         | Ben                    |              |
| 2019 | The Good Liar                | Roy Courtnay           |              |
| 2022 | Pragma                       | Jack Hurt              | Curta        |
| 2022 | Panda                        | TBA                    | Curta        |
| 2025 | Picture This                 | Milo Bonner            |              |
| TBA  | Idiomatic                    | Alex                   | Curta        |
| TBA  | Hello Out There              | Rex                    | Pos-produção |

### Televisão
| Ano          | Título                                | Papel                      | Notas            |
| ------------ | ------------------------------------- | -------------------------- | ---------------- |
| 2015–2017    | Catastrophe                           | Nico                       | 2 episódios      |
| 2016         | Stan Lee's Lucky Man                  | JC                         | 2 episódios      |
| 2017         | Benidorm                              | Ryan                       | 1 episódio       |
| 2017         | Man in an Orange Shirt                | Bruno                      | 1 episódio       |
| 2017–2018    | Strike Back                           | Lance Corporal Will Jensen | Papel recorrente |
| 2018         | Save Me                               | BJ McGory                  | Papel recorrente |
| 2018         | Humans                                | Tristan                    | Papel recorrente |
| 2018         | No Offence                            | Chief Inspector Pembroke   | 2 episódios      |
| 2019         | Catherine the Great                   | Andrey Razumovsky          | Minissérie       |
| 2020         | Dracula                               | Quincey Morris             | Minissérie       |
| 2020         | The Trouble with Maggie Cole          | Jamie Cole                 | Papel principal  |
| 2020–2023    | Ted Lasso                             | Jamie Tartt                | Papel principal  |
| 2022         | Ten Percent                           | Jordan O’Connor            | 1 episódio       |
| 2022–present | The Devil's Hour                      | Mike Stevens               | 7 episódios      |
| 2023         | Hannah Waddingham: Home for Christmas | Self                       | TV Especial      |
| 2025–present | Surface                               | Quinn                      | Temporada 2      |

### Jogos de vídeo
| Ano  | Título   | Papel   | Notas |
| ---- | -------- | ------- | ----- |
| 2023 | Valorant | Max Bot | Voz   |